# Pusztaszentkirály
Pusztaszentkirály település Romániában, Erdélyben, Kolozs megyében.

## Fekvése
Tordától északnyugatra fekvő település.

## Története
Pusztaszentkirály (Szentkirály) nevét 1367-ben említette először oklevél Scentkyraly néven.
1450-ben kenézét is említették.
1501-ben Somkeréki Erdélyi János Zenthkyral birtokának felét Szilvási Cseszelicki Mátyásnak adta el.
1516-ban p. Olahzentkyrál -t említette egy oklevél, ekkor Léta vár tartozéka volt és Rődi Dezsőfi, Somkeréki Erdélyi és Szilvási Csezeliczki családok birtoka volt, és ekkor a Hodáttorka közelében fekvő Olahzentkyral birtokot Szilvási Ilona (Gyerőfy Salatiel özvegye) kapta meg.
1861-ben Puszta-Szentkirály néven említették.
1910-ben 275 lakosából 10 magyar, 265 román volt. Ebből 166 görögkatolikus, 100 görögkeleti ortodox, 4 izraelita volt.
A trianoni békeszerződés előtt Torda-Aranyos vármegye Tordai járásához tartozott.